# Bietigheim
Ne doit pas être confondu avec Bietigheim-Bissingen.
Bietigheim est une commune allemande, située dans le Land de Bade-Wurtemberg et l'arrondissement de Rastatt.

## Géographie
Bietigheim se situe dans le Fossé rhénan.

### Communes limitrophes
Bietigheim est limitrophe :
- dans le Land de Bade-Wurtemberg,
  - dans l'arrondissement de Rastatt :
    - au nord et au nord-est, de la commune de Durmersheim,
    - au sud, de la commune d'Ötigheim,
    - au sud-est, de la commune de Muggensturm,
    - à l'ouest, de la commune de Steinmauern,
    - au nord-ouest, de la commune d'Elchesheim-Illingen,

  - dans l'arrondissement de Karlsruhe :
    - à l'est et au sud-est, de la commune de Malsch.

## Administration

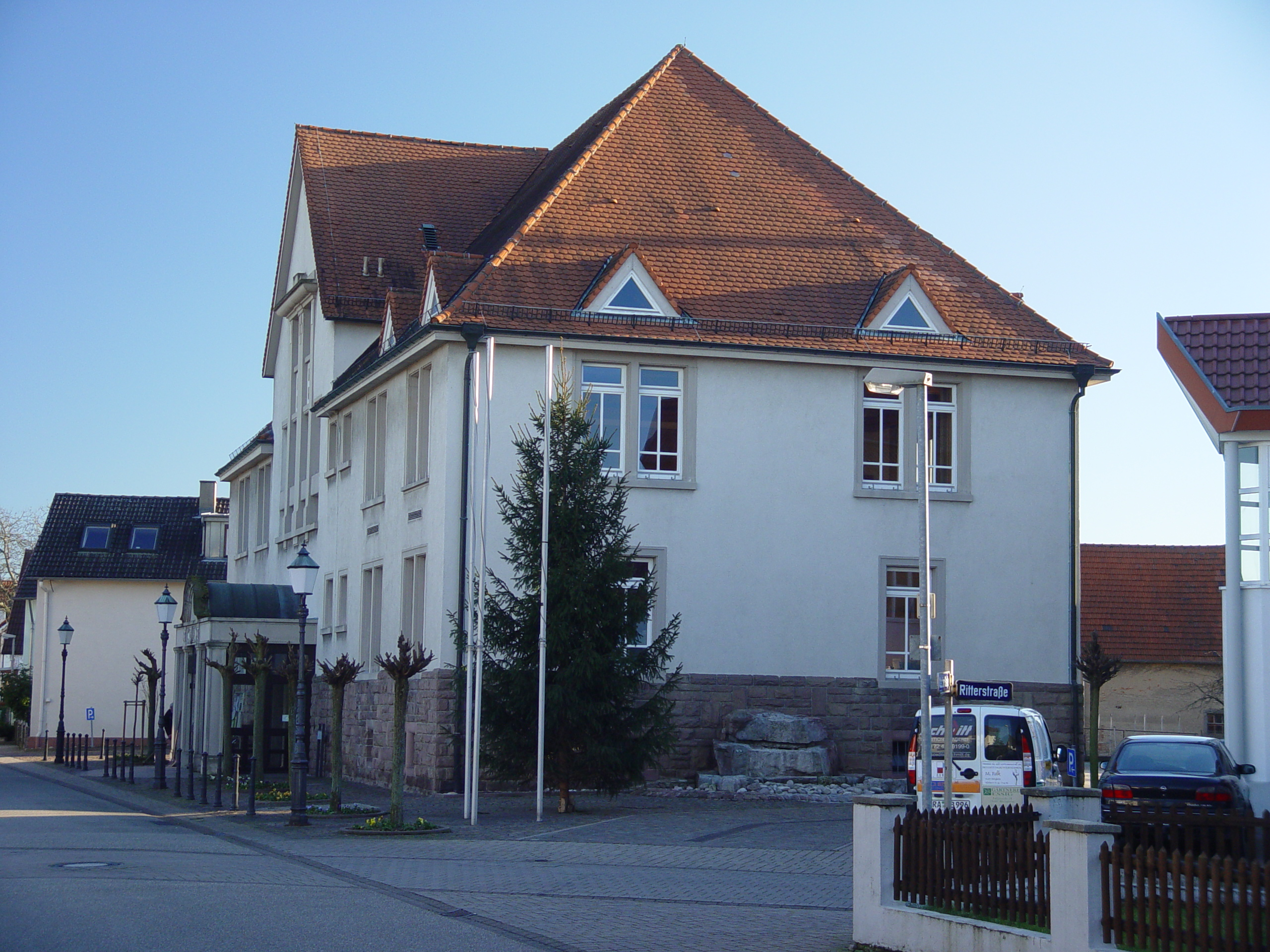
Mairie de Bietigheim.

## Religion

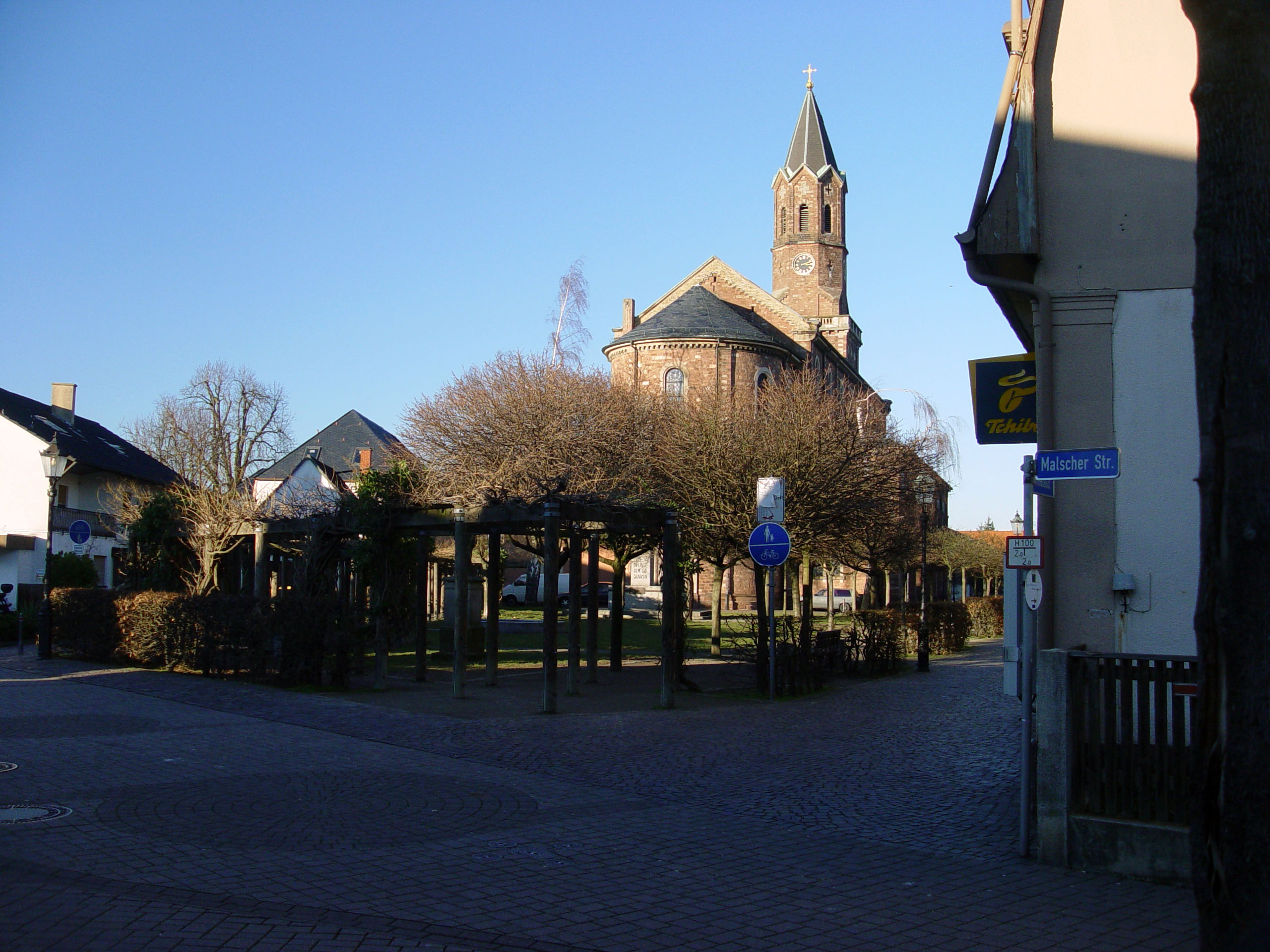
Église de Bietigheim.

## Jumelages
- Saltara, dans la province de Pesaro et Urbino (Italie)
- Kaposszekcsö, dans le département de Tolna (Hongrie)